# رياء
الرياء هو مصطلح إسلامي يشير إلى فعل المرء العبادة من أجل أن يراه الناس، وهو مصطلح إسلامي يطلق على من يفعل الشيء بقصد أن يراه الناس، أو من أجل أن يقال هذا شخص صالح، أو لإرضاء الناس ولا يهتم بإرضاء الله. ويطلق الرياء في مقابل إخلاص العمل. ويشابهه مصطلح السمعة فعل المرء العبادة ليَسمع الناس ذكره فيُشهروا ذلك منه ليذكر به، ومن أعظم ماينافي تحقيق العبودية؛ الرياء والسمعة، فالرياء يختص بالعمل ليراه الناس، والسُّمعة تختص بالذكر ليسمعه الناس.

## تعريف
الرياء في اللغة، مصدر مادته: «ر أ ي» وأصله طلب المنزلة في قلوب الناس بإرائهم خصال الخير، فهو بمعنى: «إظهار العمل الصالح بقصد أن يكون من أجل الناس»
قال ابن منظور: «قال أبو منصور: وأما قول الله عز وجل: ﴿يراءون الناس﴾ وقوله: ﴿يراءون ويمنعون الماعون﴾؛ فليس من المشاورة، ولكن معناه إذا أبصرهم الناس صلوا، وإذا لم يروهم تركوا الصلاة. ومن هذا قول الله عز وجل: بطرا ورئاء الناس وهو المرائي كأنه يري الناس أنه يفعل ولا يفعل بالنية. وأرأى الرجل إذا أظهر عملا صالحا رياء وسمعة».
الرياء هو مشتق من الرؤية، والمراد به إظهار العبادة لقصد رؤية الناس لها فيحمدوا صاحبها، فالرِّياء هو العمل لرؤية الناس كالصلاة والصدقة، وأما السُّمعة: فهي من السماع، والمراد العمل لأجل سماعهم كالقراءة والوعظ والذكر، فالرياء يتعلق بحاسة البصر، والسُّمعة بحاسة السَّمع.

## الرياء في القرآن
﴿يَا أَيُّهَا الَّذِينَ آمَنُوا لَا تُبْطِلُوا صَدَقَاتِكُمْ بِالْمَنِّ وَالْأَذَى كَالَّذِي يُنْفِقُ مَالَهُ رِئَاءَ النَّاسِ وَلَا يُؤْمِنُ بِاللَّهِ وَالْيَوْمِ الْآخِرِ فَمَثَلُهُ كَمَثَلِ صَفْوَانٍ عَلَيْهِ تُرَابٌ فَأَصَابَهُ وَابِلٌ فَتَرَكَهُ صَلْدًا لَا يَقْدِرُونَ عَلَى شَيْءٍ مِمَّا كَسَبُوا وَاللَّهُ لَا يَهْدِي الْقَوْمَ الْكَافِرِينَ ۝٢٦٤﴾ (سورة البقرة: 264)

## تحذير الإسلام من الرياء والسمعة
يعتقد علماء المسلمين أن إخلاص العبادة لله في القول والعمل وموافقة السنة، هي من الأعمال الصالحة المرضية عند الله، ومما ينافي تلك الأعمال الصالحة ويبطلها؛ الرياء والسمعة، فيشرك مع الله في هذه العبادة، ولايبقى له من أجره شيئا، مع وقوعه في وعيد الله وسخطه. قال الله تعالى: ﴿قُلْ إِنَّمَا أَنَا بَشَرٌ مِثْلُكُمْ يُوحَى إِلَيَّ أَنَّمَا إِلَهُكُمْ إِلَهٌ وَاحِدٌ فَمَنْ كَانَ يَرْجُو لِقَاءَ رَبِّهِ فَلْيَعْمَلْ عَمَلًا صَالِحًا وَلَا يُشْرِكْ بِعِبَادَةِ رَبِّهِ أَحَدًا ۝١١٠﴾ [الكهف:110]، قال سعيد بن جبير عن معنى لا يشرك بعبادة ربه أحدا: «أي لا يرائي بعبادة ربه أحداً».
وقال تعالى في الحديث القدسي الذي رواه أبو هريرة رضي الله عنه قال: قال رسول الله صلى الله عليه وسلم: «قال الله تبارك وتعالى: أنا أغنى الشركاء عن الشرك، من عمل عملا أشرك فيه معي غيري، تركتُه وشِركه».

وجاء في السنة النبوية ذكر بيان من سَمَّع بعبادته ليسمعه الناس، وبيان عاقبته؛ منصوصا عليه في الأحاديث الصحيحة، ومن ذلك ماجاء في صحيح البخاري ومسلم
روي عن أبي هريرة أن رسول اللّه ﷺ قال: 
| رياء | من راءى راءى الله به، ومن سمَّع سمَّع الله به. | رياء |

وفي معنى الحديث: من سمَّع أي عمل عملا على غير إخلاص وإنما يريد أن يراه الناس ويسمعوه جوزي على ذلك بأن يشهره الله ويفضحه ويظهر ما كان يبطنه، ويجعله حديثًا عند الناس الذي أراد نيل المنزلة عندهم بعمله، ولا ثواب له في الآخرة عليه، وكذلك من راءى بعمله الناس راءى الله به، أي: أطلعهم على أنه فعل ذلك لهم، ولم يفعله لوجهه عزوجل فاستحق على ذلك سخط الله وأليم عقابه.

وروى البخاري في صحيحه
روي عن أبي سعيد أن رسول اللّه ﷺ قال: 
| رياء | يكشف ربنا عن ساقه، فيسجد له كل مؤمن ومؤمنة، ويبقى من كان يسجد في الدنيا رياءً وسمعة، فيذهب ليسجد، فيعود ظهره طبقاً واحداً. | رياء |

وقال بشير بن عقربة الجهني سمعت رسول صلى الله عليه وسلم يقول: «من قام بخطبة لا يلتمس بها إلا رياء وسمعة، أوقفه الله عز وجل يوم القيامة، موقف رياء وسمعة».
قال السندي: «قوله:» موقف رياء وسمعة«، أي: موقفا يجزيه فيه جزاء الرياء والسمعة، أو يظهر فيه رياءه وسمعته، أو موقفا يظهر له فيه أنه كرامة ويكون فيه فضيحة يسمع بها الخلق، والله تعالى أعلم».
قال ابن القيم:«سمعت شيخ الإسلام ابن تيمية يقول: كما أن خير الناس الأنبياء، فشر الناس من تشبه بهم من الكاذبين، وادعى أنه منهم وليس منهم، وخير الناس بعدهم العلماء، والشهداء، والمتصدقون المخلصون، فشر الناس من تشبه بهم، يوهم أنه منهم وليس منهم».
تحدث علماء المسلمين عن حكم الرياء والسمعة فقال النووي: «وكما أن الرياء محبط للعمل كذلك التسميع، وهو أن يعمل لله في الخلوة ثم يحدث الناس بما عمل».
قال السعدي في بيان حكم الرياء الذي هو موافق لحكم السُمعة.
واستثنى العلماء إذا كان ممن يقتدى به، عالما بما لله عليه في فرضه ونفله، وذكر ذلك تنشيطا للسامعين ليعملوا به فلا بأس". قال الطبري: "كان ابن عمر وابن مسعود وجماعة من السلف يتهجدون في مساجدهم ويتظاهرون بمحاسن أعمالهم؛ ليقتدى بهم. قال: فمن كان إماما يستن بعمله عالما بما لله عليه قاهرا لشيطانه، استوى ماظهر من عمله وما خفي لصحة قصده، ومن كان بخلاف ذلك فالإخفاء في حقه أفضل وعلى ذلك جرى عمل السلف".

## أنواع الرياء
يجمعه خمسة أقسام وهي جوامع ما يتزين به العبد للناس وهي: للبدن والزي والقول والعمل والاتباع والأشياء الخارجة.
فأما الرياء في الدين بالبدن فبإظهار النحول والصفار ليوهم بذلك شدة الاجتهاد وعظم الحزن على أمر الدين وغلبة خوف الآخرة.
وأما الرياء بالهيئة والزي فمثل تشعيث الشعر، وإطراق الرأس في المشي، والهدوء في الحركة، وإبقاء أثر السجود على الوجه، كل ذلك يراءى به.
وأما الرياء بالقول فرياء أهل الدين بالوعظ والتذكير والنطق بالحكمة والآثار لإظهار شدة العناية بأحوال الصالحين وتحريك الشفتين بالذكر في محضر الناس.
وأما الرياء في العمل فكمراءاة المصلى بطول القيام وطول السجود والركوع وإطراق الرأس وترك الالتفات.
وأما المراءاة بالأصحاب والزائرين كالذي يتكلف أن يستزير عالما لمن العلماء ليقال: إن فلانا قد زار فلانا.

## أقسام الرياء
الرياء جلى وخفي: فالجلي هو الذي يبعث على العمل يحمل عليه ولو قصد الثواب وهو أجلاه، وأخفى منه قليلا الذي لا يحمل على العمل بمجردة إلا أنه يخفف العمل الذي يريد به وجه الله كالذي يعتاد التهجد كل ليلة ويثقل عليه فإذا نزل عنده ضيف تنشط له وخف عليه، ومن الرياء الخفي كذلك أن يخفي العبد طاعاته ولكنه مع ذلك إذا رأى الناس أحب أن يقابلوه بالبشاشة والتوفير، وأن يثنوا عليه، وأن ينشطوا في قضاء حوائجه، وأن يسامحوه في البيع والشراء وأن يثنوا عليه، وأن ينشطوا في قضاء حوائجه، وأن يسامحوه في البيع والشراء، وأن يوسعوا له المكان فإن قصر فيه مقصر ثقل ذلك على قلبه، ولم يزل المخلصون خائفين من الرياء الخفي يجتهدون في إخفاء طاعاتهم أعظم مما يحرص الناس عل إخفاء فواحشهم، كل ذلك رجاء أن يخلص أعمالهم الصالحة فيجازيهم الله يوم القيامة بإخلاصهم إذ علموا أنه لا يقبل يوم القيامة إلا الخالص، وعلموا شدة حاجتهم وفاقتهم في القيامة.

### الرياء الخفي
«عَنْ مَحْمُودِ بْنِ لَبِيدٍ أَنَّ رَسُولَ اللهِ صَلَّى اللَّهُ عَلَيْهِ وَسَلَّمَ قَالَ: "إِنَّ أَخْوَفَ مَا أَخَافُ عَلَيْكُمْ الشِّرْكُ الْأَصْغَرُ" قَالُوا: وَمَا الشِّرْكُ الْأَصْغَرُ يَا رَسُولَ اللهِ؟ قَالَ: "الرِّيَاءُ، يَقُولُ اللَّهُ عَزَّ وَجَلَّ لَهُمْ يَوْمَ الْقِيَامَةِ إِذَا جُزِيَ النَّاسُ بِأَعْمَالِهِمْ اذْهَبُوا إِلَى الَّذِينَ كُنْتُمْ تُرَاءُونَ فِي الدُّنْيَا فَانْظُرُوا هَلْ تَجِدُونَ عِنْدَهُمْ جَزَاءً"».

## ترك الطاعات خوفا من الرياء
من ترك العمل خوفا من أن يكون مرائيا به، وذلك خطأ وموافقة للشيطان وجر إلى البطالة وترك للخير، فما دام الباعث على العمل صحيحا وهو في ذاته موافق للشرع الحنيف فلا يترك العمل لوجود خاطر الرياء، بل على العبد أن يجاهد خاطر الرياء ويلزم قلبه الحياء من الله وأن يستبدل بحمده حمد المخلوقين. قال الفضيل بن عياض: العمل من أجل الناس شرك، وترك العمل من أجل الناس رياء، والإخلاص أن يعافيك الله منهما. وقال غيره: من ترك العمل خوفا من الرياء فقد ترك الإخلاص والعمل.

## وصلات خارجية
- معنى الرياء.
- التحذير من الرياء والسمعة - جامعة أم القرى.
- صور من الرياء والسمعة - صيد الفوائد.